# Yamada Takumi
Takumi Yamada (山田 拓巳 Yamada Takumi, sinh ngày 25 tháng 11 năm 1989 ở Tokyo) là một cầu thủ bóng đá người Nhật Bản hiện tại thi đấu cho Montedio Yamagata.

## Thống kê sự nghiệp
Cập nhật đến ngày 23 tháng 2 năm 2018.
| Thành tích câu lạc bộ | Thành tích câu lạc bộ | Thành tích câu lạc bộ | Giải vô địch | Giải vô địch | Cúp                   | Cúp                   | Cúp Liên đoàn | Cúp Liên đoàn | Khác    | Khác      | Tổng cộng | Tổng cộng |
| Mùa giải              | Câu lạc bộ            | Giải vô địch          | Số trận      | Bàn thắng    | Số trận               | Bàn thắng             | Số trận       | Bàn thắng     | Số trận | Bàn thắng | Số trận   | Bàn thắng |
| Nhật Bản              | Nhật Bản              | Nhật Bản              | Giải vô địch | Giải vô địch | Cúp Hoàng đế Nhật Bản | Cúp Hoàng đế Nhật Bản | Cúp Liên đoàn | Cúp Liên đoàn | Khác1   | Khác1     | Tổng cộng | Tổng cộng |
| --------------------- | --------------------- | --------------------- | ------------ | ------------ | --------------------- | --------------------- | ------------- | ------------- | ------- | --------- | --------- | --------- |
| 2008                  | Montedio Yamagata     | J2 League             | 0            | 0            | 0                     | 0                     | -             | -             | -       | -         | 0         | 0         |
| 2009                  | Montedio Yamagata     | J1 League             | 2            | 0            | 1                     | 0                     | 0             | 0             | -       | -         | 3         | 0         |
| 2010                  | Montedio Yamagata     | J1 League             | 3            | 0            | 2                     | 0                     | 4             | 0             | -       | -         | 9         | 0         |
| 2011                  | Montedio Yamagata     | J1 League             | 5            | 0            | 1                     | 0                     | 1             | 0             | -       | -         | 7         | 0         |
| 2012                  | Montedio Yamagata     | J2 League             | 9            | 0            | 2                     | 0                     | -             | -             | -       | -         | 11        | 0         |
| 2013                  | Montedio Yamagata     | J2 League             | 33           | 1            | 1                     | 0                     | -             | -             | -       | -         | 34        | 1         |
| 2014                  | Montedio Yamagata     | J2 League             | 33           | 1            | 6                     | 1                     | -             | -             | 2       | 0         | 41        | 2         |
| 2015                  | Montedio Yamagata     | J1 League             | 7            | 0            | 3                     | 1                     | 1             | 0             | -       | -         | 11        | 1         |
| 2016                  | Montedio Yamagata     | J2 League             | 38           | 3            | 2                     | 0                     | -             | -             | -       | -         | 40        | 3         |
| 2017                  | Montedio Yamagata     | J2 League             | 32           | 1            | 1                     | 0                     | -             | -             | -       | -         | 33        | 1         |
| Tổng cộng sự nghiệp   | Tổng cộng sự nghiệp   | Tổng cộng sự nghiệp   | 162          | 6            | 19                    | 0                     | 6             | 0             | 2       | 0         | 173       | 6         |